# Mohamed El Yousfi
Mohamed El Yousfi, arab. محمد اليوسفي (ur. 18 stycznia 1991) – marokański piłkarz grający na pozycji bramkarza. Reprezentant kraju. W sezonie 2020/2021 gra dla Difaâ El Jadida.

## Kariera piłkarska

### Kariera klubowa
Pierwszym klubem zawodnika był Moghreb Tétouan. Zadebiutował 10 marca 2012 roku i rozegrał 1 mecz przeciwko Difaâ El Jadida, zachowując czyste konto. W tym samym sezonie zdobył mistrzostwo kraju. W tymże klubie rozegrał 111 spotkań, zachowując w 39 czyste konto. W sezonie 2013/2014 ponownie zdobył mistrzostwo kraju. 1 lipca 2018 roku został zawodnikiem Difaâ El Jadida. Do 26 marca 2021 roku rozegrał tam 61 spotkań, zachowując w 22 czyste konto. Łącznie rozegrał 172 spotkania, w tym 156 w GNF 1, 14 w Pucharze CAF i po jednym na Klubowych Mistrzostwach Świata i w pucharze Maroka.

### Kariera reprezentacyjna
W juniorskich reprezentacjach Mohamed El Yousfi rozegrał 3 mecze (1 w U-20 i 2 w U-23), zaś w seniorskiej jeden, towarzyski, przeciwko Gabonowi.